# لایف‌تایم
لایف‌تایم یک تلویزیون کابلی آمریکایی است که به طور تخصصی به فیلمهای کمدی موقعیت و درام می‌پردازد که در تمام آن‌ها زن‌ها یا ویژگی‌های زنانه محور اصلی داستان هستند. این تلویزیون کابلی متعلق به شبکه‌های تلویزیونی A&E است.

## شعار شبکه
- تلویزیونی برای زنان (۲۰۰۶-۱۹۹۵)
- داستان من در لایف‌تایم (۲۰۰۸-۲۰۰۶)
- ارتباط. پخش. مشارکت. (Connect. Play. Share.) از ۲۰۰۸ تا اکنون